# Giải vô địch bóng đá U-19 nữ ASEAN 2025
Giải vô địch bóng đá U-19 nữ ASEAN 2025 (tiếng Anh: 2025 ASEAN U-19 Women's Championship) là mùa giải thứ 4 của Giải vô địch bóng đá U-19 nữ ASEAN, giải đấu bóng đá nữ quốc tế dành cho lứa tuổi dưới 19 do Liên đoàn bóng đá ASEAN (AFF) tổ chức. Giải đấu diễn ra tại Việt Nam từ ngày 9 đến ngày 18 tháng 6 năm 2025.

## Các đội tham dự
Giải đấu này không có vòng loại, tất cả các đội tuyển đều được tham dự vòng chung kết. Các đội tuyển sau đây đến từ các hiệp hội thành viên của AFF đã tham dự giải đấu.
| Đội tuyển  | Hiệp hội | Tham dự | Thành tích tốt nhất       |
| ---------- | -------- | ------- | ------------------------- |
| Campuchia  | FFC      | 3 lần   | Vòng bảng (2022, 2023)    |
| Indonesia  | PSSI     | 3 lần   | Hạng tư (2023)            |
| Lào        | LFF      | 2 lần   | Vòng bảng (2023)          |
| Malaysia   | FAM      | 3 lần   | Vòng bảng (2022, 2023)    |
| Myanmar    | MFF      | 4 lần   | Hạng ba (2014, 2023)      |
| Đông Timor | FFTL     | 3 lần   | Vòng bảng (2014, 2023)    |
| Thái Lan   | FAT      | 4 lần   | Vô địch (2014, 2023)      |
| Việt Nam   | VFF      | 4 lần   | Á quân (2014, 2022, 2023) |

| Không tham dự |
| ------------- |
| Úc            |
| Brunei        |
| Philippines   |
| Singapore     |

## Địa điểm
Giải đấu sẽ diễn ra tại bốn địa điểm ở Thành phố Hồ Chí Minh.
| Thành phố Hồ Chí Minh   | Thành phố Hồ Chí Minh | Thành phố Hồ Chí Minh | Thành phố Hồ Chí Minh |
| ----------------------- | --------------------- | --------------------- | --------------------- |
| Sân vận động Thống Nhất | Sân vận đông Quận 8   | Sân vận đông Đạt Đức  | Sân bóng đá HFF       |
| Sức chứa: 16.000        | Sức chứa: 1.000       | Sức chứa: N/A         | Sức chứa: N/A         |
|                         |                       |                       |                       |

## Bốc thăm
Lễ bốc thăm chia bảng được tổ chức vào lúc 10:00 (UTC+7) ngày 9 tháng 5 năm 2025 tại Thành phố Hồ Chí Minh, Việt Nam.

## Vòng bảng

### Bảng A
| VT | Đội          | ST | T | H | B | BT | BB | HS  | Đ | Giành quyền tham dự     |
| -- | ------------ | -- | - | - | - | -- | -- | --- | - | ----------------------- |
| 1  | Việt Nam (H) | 3  | 3 | 0 | 0 | 16 | 0  | +16 | 9 | Vòng đấu loại trực tiếp |
| 2  | Myanmar      | 3  | 2 | 0 | 1 | 13 | 2  | +11 | 6 | Vòng đấu loại trực tiếp |
| 3  | Lào          | 3  | 1 | 0 | 2 | 2  | 14 | −12 | 3 |                         |
| 4  | Đông Timor   | 3  | 0 | 0 | 3 | 0  | 15 | −15 | 0 |                         |

| Đông Timor | 0–2      | Lào               |
| ---------- | -------- | ----------------- |
|            | Chi tiết | Keo Onsy 18', 85' |

| Việt Nam                                             | 2–0      | Myanmar |
| ---------------------------------------------------- | -------- | ------- |
| - Nguyễn Thị Thùy Linh 35' - Ngân Thị Thanh Hiếu 40' | Chi tiết |         |

| Myanmar                                                                           | 6–0      | Lào |
| --------------------------------------------------------------------------------- | -------- | --- |
| - Daisy Aung 18', 46' - Su Su Khin 27', 55' - Yin Loon Eain 43' - Aye Aye Soe 72' | Chi tiết |     |

| Việt Nam | 6–0      | Đông Timor |
| --- | -------- | ---------- |
| - Đỗ Thị Thúy Hoa 10', 25' - Lê Thị Trang 34' - Đậu Nguyễn Quỳnh Anh 62' - Nguyễn Thị Quý 77' - Trương Thị Hoài Trinh 86' | Chi tiết |            |

| Myanmar | 7–0      | Đông Timor |
| --- | -------- | ---------- |
| - Su Su Khin 5' - Moe Pwint Phyu 20' - Daisy Aung 23' - Pin Myint Yan 41' - Win Sandar 45' - Hnin Sandar Win 67' - Ya Min Phyu 79' | Chi tiết |            |

| Việt Nam | 8–0      | Lào |
| --- | -------- | --- |
| - Lê Thị Trang 5', 9' - Nguyễn Thu Trang 14' - Nguyễn Vĩnh Thục Nghi 18' - Lưu Hoàng Vân 29', 34', 77' - Trương Thị Hoài Trinh 47' | Chi tiết |     |

### Bảng B
| VT | Đội       | ST | T | H | B | BT | BB | HS  | Đ | Giành quyền tham dự     |
| -- | --------- | -- | - | - | - | -- | -- | --- | - | ----------------------- |
| 1  | Thái Lan  | 3  | 3 | 0 | 0 | 17 | 2  | +15 | 9 | Vòng đấu loại trực tiếp |
| 2  | Indonesia | 3  | 1 | 1 | 1 | 6  | 7  | −1  | 4 | Vòng đấu loại trực tiếp |
| 3  | Malaysia  | 3  | 1 | 0 | 2 | 5  | 11 | −6  | 3 |                         |
| 4  | Campuchia | 3  | 0 | 1 | 2 | 1  | 9  | −8  | 1 |                         |

| Thái Lan                                                                                       | 6–1      | Indonesia    |
| ---------------------------------------------------------------------------------------------- | -------- | ------------ |
| - Rattawalin 7' - Kurisara 16' - Manita 25' - Prichakorn 65' - Phatcharaphorn 70' - Rasita 77' | Chi tiết | Nasywa 90+6' |

| Malaysia                                | 4–0      | Campuchia |
| --------------------------------------- | -------- | --------- |
| - Nuwairah 13', 48' - Carlmila 38', 69' | Chi tiết |           |

| Thái Lan                                                                                             | 7–1      | Malaysia           |
| --- | -------- | ------------------ |
| - Nachanok 2' - Kurisara 16', 69' - Arecha 30' (l.n.) - Rattawalin 52' - Manita 86' - Kessirin 90+4' | Chi tiết | - Kaseh Carmila 4' |

| Indonesia       | 1–1      | Campuchia |
| --------------- | -------- | --------- |
| - Jazlyn F. 12' | Chi tiết | - Moa 7'  |

| Campuchia | 0–4      | Thái Lan                                              |
| --------- | -------- | ----------------------------------------------------- |
|           | Chi tiết | - Parichat 45+5' - Rinyaphat 53', 86' - Pinyaphat 86' |

| Indonesia                                          | 4–0      | Malaysia |
| -------------------------------------------------- | -------- | -------- |
| - Nasywa 14' - Hopper 30' - Jazlyn 60' - Allya 63' | Chi tiết |          |

## Vòng đấu loại trực tiếp

### Sơ đồ
|  | Bán kết       | Bán kết  |               |   | Chung kết | Chung kết |
|  |               |          |               |   |           |           |
|  | 16 tháng 6    |          |               |   |           |           |
|  |               |          |               |   |           |           |
|  | Việt Nam      | 4        |               |   |           |           |
|  | Việt Nam      | 4        | 18 tháng 6    |   |           |           |
|  | Indonesia     | 0        |               |   |           |           |
|  | Indonesia     | 0        | Việt Nam      | 1 |           |           |
|  | 16 tháng 6    |          | Việt Nam      | 1 |           |           |
|  |               | Thái Lan | 3             |   |           |           |
|  | Thái Lan      | Thái Lan | 3             | 5 |           |           |
|  | Thái Lan      |          |               | 5 |           |           |
|  | Myanmar       | 1        |               |   |           |           |
|  | Myanmar       | 1        | Tranh hạng ba |   |           |           |
|  |               |          |               |   |           |           |
|  | 18 tháng 6    |          |               |   |           |           |
|  |               |          |               |   |           |           |
|  | Indonesia (p) | 0 (6)    |               |   |           |           |
|  | Indonesia (p) | 0 (6)    |               |   |           |           |
|  | Myanmar       | 0 (5)    |               |   |           |           |

### Các trận đấu

#### Bán kết
| Thái Lan                                             | 5–1      | Myanmar          |
| ---------------------------------------------------- | -------- | ---------------- |
| - Rasita 12' - Nachanok 18', 42' - Kurisara 34', 69' | Chi tiết | - Su Su Khin 89' |

| Việt Nam                                                                    | 4–0      | Indonesia |
| --------------------------------------------------------------------------- | -------- | --------- |
| - Tạ Thị Hồng Minh 10' - Lưu Hoàng Vân 36', 53' - Trương Thị Hoài Trinh 47' | Chi tiết |           |

#### Tranh hạng ba
| Indonesia                                                          | 0–0      | Myanmar                                                                                            |
| ------------------------------------------------------------------ | -------- | -------------------------------------------------------------------------------------------------- |
|                                                                    | Chi tiết | |
| Loạt sút luân lưu                                                  |          | |
| - Auliah - Nasywa f. - Gea - Shifana - Nasywa R. - Jezlyn - Nabyla | 6–5      | - Yu Ya Naing - Daisy Aung - Yin Loon Eain - Nan Cho Hmwe - Yu Yu Naing - Sandar Lin - Ya Min Phyu |

#### Chung kết
| Việt Nam                    | 1–3      | Thái Lan                                                 |
| --------------------------- | -------- | -------------------------------------------------------- |
| Đỗ Thị Thúy Nga 51' (ph.đ.) | Chi tiết | - Rasita 27' - Kurisara 62' (ph.đ.) - Phatcharaphorn 69' |

## Cầu thủ ghi bàn
Đã có 74 bàn thắng ghi được trong 16 trận đấu, trung bình 4.62 bàn thắng mỗi trận đấu.
6 bàn thắng
- Kurisara Limpawanich

5 bàn thắng
- Lưu Hoàng Vân

4 bàn thắng
- Su Su Khin

3 bàn thắng
- Kaseh Carlmila
- Daisy Aung
- Đỗ Thị Thúy Nga
- Lê Thị Trang
- Trương Thị Hoài Trinh
- Nachanok Kosonsaksakun
- Rasita Taobao

2 bàn thắng
- Anna Keo Onsy
- Ku Nuwairah
- Manita Noyvach
- Phatcharaphorn Khuchuea
- Ruttawalin Intabumrung
- Rinyaphat Moondong

1 bàn thắng
- Moa Ratha
- Nasywa Zetira Rambe
- Nasywa Salsabilla Fattah
- Sydney Hopper
- Jezlyn Kayla Azkha
- Jazlyn Kayla Firyal
- Allya Putri
- Yin Loon Eain
- Aye Aye Soe
- Moe Pwint Phyu
- Pin Myint Yan
- Win Sandar
- Hnin Sandar Win
- Ya Min Phyu
- Kessirin Boonmatun
- Prichakorn Kruechuenchom
- Parichat Thongrong
- Pinyaphat Klinklai
- Đậu Nguyễn Quỳnh Anh
- Nguyễn Thu Trang
- Ngân Thị Thanh Hiếu
- Nguyễn Thị Quý
- Nguyễn Thị Thùy Linh
- Nguyễn Vĩnh Thục Nghi
- Tạ Thị Hồng Minh

1 bàn phản lưới nhà
- Arecha Pansie Efandi (trong trận gặp Thái Lan)